# Anna Palusińska
Anna Danuta Palusińska – polska filozofka, dr hab. nauk humanistycznych, adiunkt Instytutu Filozofii Wydziału Filozofii Katolickiego Uniwersytetu Lubelskiego Jana Pawła II.

## Życiorys
W 1996 ukończyła studia w zakresie filozofii w Katolickim Uniwersytecie Lubelskim, natomiast 4 listopada 2004 obroniła pracę doktorską Teoria ikony u świętego Teodora Studyty i świętego Nicefora i jej filozoficzne źródła, 20 czerwca 2018 habilitowała się na podstawie pracy zatytułowanej Hierarchiczność i partycypacja jako filozoficzne kategorie teorii ikony. Objęła funkcję adiunkta w Instytucie Filozofii na Wydziale Filozofii Katolickiego Uniwersytetu Lubelskiego Jana Pawła II.

## Publikacje
- 2007: Filozofia ikony u Teodora Studyty i Nicefora[2]
- 2015: Obraz chrześcijański : średnioweczne paradygmaty sztuki religijne[2]
- 2016: Ikona - obraz obecności : dwie średniowieczne teorie reprezentacji[2]
- 2017: Hierarchiczność i partycypacja jako filozoficzne kategorie teorii ikony[2]